# Паре, Ги
Ги Паре (Guy Paré, O.Cist., его фамилию также пишут как Poré) — католический церковный деятель XII века. На консистории 1190 года был провозглашен кардиналом-священником с титулом церкви Санта-Мария-ин-Трастевере. В 1200 году стал кардиналом-епископом диоцеза Палестрины. Участвовал в выборах папы 1191 (Целестин III) и 1198 (Иннокентий III) годов. В 1205—1206 годах — архиепископ Реймса.